# 베개

베개

베개는 편안, 치료, 장식 등을 목적으로 몸을 지탱하기 위해 사용하는 물품이다. 일상에서는 잠을 잘 때 머리에 베는 물건이다. 만드는 재료는 다양한데, 천에 솜이나 메밀껍질을 채워 만들거나 목재를 써서 딱딱하게 만들기도 한다. 유의어로 두침(頭鍼)이라고도 하지만 이 용어는 주로 주검을 눕힐 때에 머리를 괴게 하기 위해 사용한다.

## 역사
베개를 사용한 최초의 사람들은 기원전 7,000년 즈음 메소포타미아의 초기 문명 사회에서 살았다. 이 시기 동안 부유층만 베개를 사용하였다.

## 유형
- 목각베개
- 팔베개
- 솜베개

### 침대
스탠더드(Standard)
16 in × 16 in (41 cm × 41 cm) (스퀘어)
스퀘어(Square)
26 in × 26 in (66 cm × 66 cm)
스탠더드(Standard)
20 in × 26 in (51 cm × 66 cm)
퀸(Queen)
20 in × 30 in (51 cm × 76 cm)
킹(King)
20 in × 36 in (51 cm × 91 cm)

#### 침대 베개 크기

##### 국제 크기
| 위치 | 등급        | 크기 (H×W cm) | 크기 (H×W inch) | 선호 단위 |
| ---- | ----------- | ------------- | --------------- | --------- |
| 유럽 | Standard    | 65×65         | 26×26"          | 인치      |
| 유럽 | Continental | 80×80         | 32×32"          | 인치      |
| 위치 | 등급        | 크기 (H×W cm) | 크기 (H×W inch) | 선호 단위 |

##### 나라별 크기
| 나라           | 등급     | 크기 (H×W cm) | 크기 (H×W inch) | 선호 단위 |
| -------------- | -------- | ------------- | --------------- | --------- |
| 오스트레일리아 | Standard | 48*73         |                 | cm        |
| 오스트레일리아 | 유럽an   | 65*65         |                 | cm        |
| 스웨덴         | Standard | 50×60         | 19.7×23.6"      | cm        |
| 미국           | Standard |               | 20×26"          | 인치      |
| 미국           | Jumbo    |               | 20×28"          | 인치      |
| 미국           | Queen    |               | 20×30"          | 인치      |
| 미국           | King     |               | 20×36"          | 인치      |
| 나라           | 등급     | 크기 (H×W cm) | 크기 (H×W inch) | 선호 단위 |

## 같이 보기
- 쿠션
- 이불
- 죽부인
- 베개싸움
- 침대